# 张稳
张稳（1992年9月25日—）是湖南人，中国男子羽毛球运动员。

## 簡歷
2014年2月，张稳與王懿律合作打進中國國際挑戰賽男雙決賽，以2比0（21-14、21-12）擊敗中華台北组合廖啟宏/廖宜亮，奪得其首項國際賽冠軍；此外，他又與夏欢在該項賽事的混雙比賽拿得亞軍。
2015年7月，张稳代表中国（湘潭大学）出戰韓國光州市舉行的世界大學生運動會羽毛球比賽，贏得混合團體及男子雙打銀牌。

## 主要比賽成績
只列出曾進入準決賽的國際賽事成績：
| 年份   | 賽事                     | 公開賽級別 | 項目     | 拍檔   | 成績              |
| ------ | ------------------------ | ---------- | -------- | ------ | ----------------- |
| 2014年 | 中國羽毛球國際挑戰賽     | 國際挑戰賽 | 男子雙打 | 王懿律 | 冠軍              |
| 2014年 | 中國羽毛球國際挑戰賽     | 國際挑戰賽 | 混合雙打 | 夏欢   | 亞軍              |
| 2014年 | 中國羽毛球大師賽         | 黃金大獎賽 | 男子雙打 | 王懿律 | 亞軍              |
| 2014年 | 亞洲羽毛球錦標賽         | 其他       | 混合雙打 | 夏欢   | 銅牌              |
| 2014年 | 碧特博格羽毛球黃金大獎賽 | 黃金大獎賽 | 男子雙打 | 王懿律 | 冠軍              |
| 2015年 | 中國羽毛球國際挑戰賽     | 國際挑戰賽 | 男子雙打 | 王懿律 | 冠軍              |
| 2015年 | 中國羽毛球大師賽         | 黃金大獎賽 | 男子雙打 | 王懿律 | 亞軍              |
| 2015年 | 世界大學運動會羽毛球比賽 | 其他       | 混合團體 | －     | 銀牌 （取消資格） |
| 2015年 | 世界大學運動會羽毛球比賽 | 其他       | 男子雙打 | 王懿律 | 銀牌              |
| 2015年 | 巴西羽毛球大獎賽         | 大獎賽     | 男子雙打 | 王懿律 | 亞軍              |
| 2015年 | 巴西羽毛球大獎賽         | 大獎賽     | 混合雙打 | 贾一凡 | 準決賽            |
| 2016年 | 中國羽毛球國際挑戰賽     | 國際挑戰賽 | 男子雙打 | 王懿律 | 冠軍              |

| 2007-2017年 | 首要超級賽 | 超級賽 | 黃金大獎賽 | 大獎賽 | 國際挑戰賽 | 國際系列賽 | 未來系列賽 | 其他 |

| 2018-2026年 | 總決賽 | 超級1000賽 | 超級750賽 | 超級500賽 | 超級300賽 | 超級100賽 | 國際挑戰賽 | 國際系列賽 | 未來系列賽 | 其他 |

## 備註
1. ↑  2015年11月，中國隊成員于小含在大运会上進行的兴奋剂A瓶尿检結果呈阳性，违禁药品为西布曲明，其所奪的两枚银牌被取消[6]。